# بیات ورد (روستا)
 بیات ورد  به عربی ( بیات اَلوَرد  )، روستایی است در عزلهٔ (الأشحون) ناحیهٔ (مذیخرة)، از توابع استان بیضاء در کشور یمن در شبه جزیره عربستان است. 
جمعیت آن ۷۶۸ نفر (۱۱ خانوار) می‌باشد.